# Benin-Baumschliefer
Der Benin-Baumschliefer (Dendrohyrax interfluvialis) ist eine Art der Baumschliefer innerhalb der Säugetierordnung der Schliefer. Sie kommt in Westafrika vor, wo sie ein Gebiet zwischen den Flüssen Volta und Niger bewohnt. Das Gebiet wird einerseits durch tropische Regenwälder, andererseits durch trockenere Wälder des Dahomey Gap charakterisiert. Die Tiere ähneln mit ihrem kompakten, meerschweinchenartigen Körperbau anderen Schliefern, weichen aber von den lokalen Beständen des nahe verwandten Regenwald-Baumschliefers durch ihr helleres Körperfell ab. Des Weiteren sind ihre Rufe deutlich anders strukturiert und bestehen aus einer Serie von Kreisch-, Rassel- und Belllauten, im Gegensatz zu den hupenartigen Tönen des Regenwald-Baumschliefers. Die Art wurde im Jahr 2021 wissenschaftlich eingeführt. Der Erstbeschreibung gingen mehrere Jahre Feldforschungen voraus. Über die Lebensweise der Tiere und ihrem potentiellen Gefährdungsstatus liegen allerdings kaum Informationen vor.

## Merkmale

### Habitus
Der Benin-Baumschliefer ist ein mittelgroßer Vertreter der Baumschliefer. Er besitzt eine Kopf-Rumpf-Länge von 50 bis 55 cm, Angaben zum Körpergewicht liegen nicht vor. Wie alle Schliefer ähneln die Tiere äußerlich Meerschweinchen. Sie besitzen einen robusten Körperbau mit kurzen Gliedmaßen, ein Schwanz ist äußerlich nicht sichtbar. Das Fell ist dicht und grob. Auf dem Rücken einschließlich der Körperseiten sowie an der Außenseite der Beine zeigt es gescheckt gelblich braun, was vor allem durch die hellbraunen Spitzen der ansonsten schwarzen Haare hervorgerufen wird. Der Regenwald-Baumschliefer (Dendrohyrax dorsalis) des westlichen Afrikas ist dagegen dunkler gefärbt. Auf der Mittellinie des Rückens verläuft beim Benin-Baumschliefer ein Streifen an eher schwarzgrauen Haaren mit vereinzelt hellen Spitzen. Ausnahme bildet wie bei allen Schliefern ein cremefarbener Rückenfleck von 70 mm Länge, dessen aufrichtbaren Haare eine Drüse umgeben. Die Bauchseite erscheint hell gelblich braun. An den Augenbrauen treten schwarze Vibrissen von 35 bis 60 mm Länge auf. Zusätzliche Tasthaare sind an der Schnauze bis zur nackten Nase ausgebildet. Diese werden mit 35 bis 70 mm etwas länger und sind derber. Verstreute Vibrissen von weißlicher Farbe kommen außerdem am Kinn vor, während am Nacken lange Leithaare sichtbar sind. Die Ohren haben eine runde Form und sind klein, maximal 25 mm lang, von schwarzer Farbgebung und nur mit wenigen Haaren bedeckt. Die Vorderfüße enden in vier Strahlen, wobei der jeweils äußere stark zurückgebildet ist. An den Hinterfüßen sind typischerweise drei Zehen vorhanden. Finger und Zehen tragen kurze Nägel, nur am innersten Zeh der Hinterfüße ist eine für Schliefer typische krallenartige Klaue entwickelt. Die Oberseite der Füße bedeckt ein kurzes dunkles Fell, das Fußpolster der Unterseite ist fleischfarben bis graubraun.

### Schädel- und Gebissmerkmal
Der Schädel wird 101,6 bis 105,8 mm lang und an den Jochbögen 57,5 bis 61,1 mm breit. Die Höhe am Hirnschädel beträgt 25,9 bis 28,5 mm. Insgesamt ist der Schädel im Vergleich zu dem des Regenwald-Baumschliefers kürzer und schmaler, was auch auf das Rostrum zutrifft. Auf Höhe der Schneidezähne liegt die Breite hier bei 17,3 bis 19,1 mm. An der Schädelbasis sind die Choanes schmaler wie auch der Gaumen insgesamt kürzer ist als beim Regenwald-Baumschliefer. Der Unterkiefer weist einen hohen und breiten Gelenkfortsatz auf. Die obere sowie untere Prämolaren-Molaren-Reihe ist beim Benin-Baumschliefer kürzer als bei seinem Verwandten, ebenso das obere Diastema zwischen dem letzten Schneidezahn und dem ersten Prämolaren. Die obere Backenzahnreihe erstreckt sich über 37,2 bis 39,2 mm, die untere über 34,9 bis 39,4 mm.

## Verbreitung

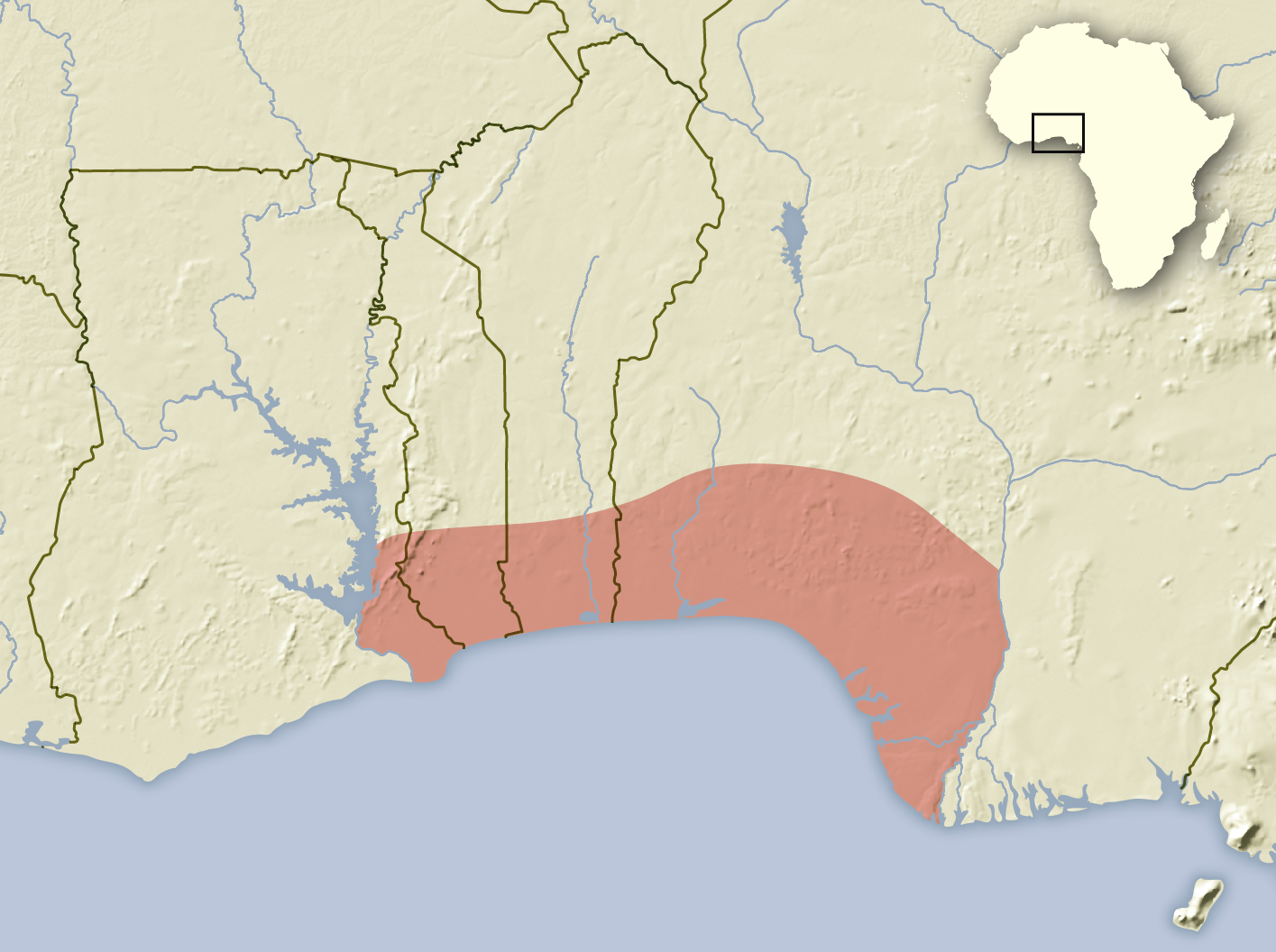
Verbreitungsgebiet des Benin-Baumschliefers

Das Vorkommen des Benin-Baumschliefers beschränkt sich auf Westafrika. Hier bewohnt die Art ein Gebiet zwischen den Flüssen Volta und Niger. Somit umfasst das Verbreitungsgebiet das südöstliche Ghana, das südliche Togo und Benin sowie das südwestliche Nigeria. Die Region schließt in ihrem westlichen Teil das Dahomey Gap ein, eine Trockenzone, die als natürliche Barriere zwischen den westlichen und östlichen Regenwaldgebieten (Eastern Guinean Forest und Western Guinean Forest) wirkt. Von hier sind vergleichsweise wenige endemische Arten bekannt. Die Landschaften, in denen der Benin-Baumschliefer auftritt, bestehen somit aus tropischen Regenwäldern und Trockenwäldern. Vor allem in der Volta-Region lebt die Art sympatrisch mit dem Regenwald-Baumschliefer.

## Lebensweise
Über die Lebensweise des Benin-Baumschliefers ist nur wenig bekannt. In der Regel sind die Baumschliefer nachtaktiv und leben im Geäst der Bäume (arboreal). Mit Hilfe von Kamerafallen konnten aber einzelne Individuen des Benin-Baumschliefers am Boden oder auf Felsen kletternd beobachtet werden, was sowohl tagsüber als auch nachts der Fall war. Möglicherweise ist die Art dadurch häufiger am Boden anzutreffen als andere Vertreter der Baumschliefer, da zumindest in den trockenen Landschaften des Dahomey Gap die Wälder lichter sind als in den feuchteren Regenwaldgebieten.
Im Gegensatz zum Busch- (Heterohyrax) und Klippschliefer (Procavia) leben die Baumschliefer eher einzelgängerisch. Zur sozialen Kommunikation untereinander gehören nächtliche Rufe, die je nach Art und auch innerhalb dieser variieren. Beim Benin-Baumschliefer besteht der Ruf aus einer Serie von 20 bis 59 einzelnen Tönen. Die erste Hälfte besteht aus einzelnen Kreischlauten, die dann von einem Rasseln abgelöst werden. Jeder Laut dieser Sequenz hält zwischen 1,2 und 2,7 Sekunden an und wird für 1,4 bis 1,6 Sekunden unterbrochen, die Frequenz reicht von 0,2 bis 3,1 kHz. Das Rasseln geht dann in eine Art Bellen über, das mit Längen von 0,8 bis 3,2 Sekunden unregelmäßiger erfolgt, aber mit einer Frequenz von bis zu 3,5 kHz etwas höher liegt. Zum Ende hin nimmt die Häufigkeit der Belllaute ab und der Abstand verlängert sich. Eine vollständige Rufserie dauert bis zu 2 Minuten und 55 Sekunden. Durch seinen Aufbau weicht der Ruf markant von dem des ebenfalls in Westafrika vorkommenden Regenwald-Baumschliefers ab, der vor allem durch seine Huplaute charakterisiert ist.

## Systematik
Der Benin-Baumschliefer ist eine Art aus der Gattung der Baumschliefer (Dendrohyrax). Dieser gehören gegenwärtig noch drei weitere Arten an. Die Baumschliefer wiederum sind Teil der Familie der Schliefer (Procaviidae) innerhalb der Ordnung der Schliefer (Hyracoidea). Die Ordnung war vor allem im Paläogen und im frühen Neogen sehr formenreich. Es traten kleine bis riesige Vertreter mit den unterschiedlichsten ökologischen Anpassungen auf. Ihre Verbreitung reichte über weite Teile Eurasiens und Afrikas. Die heutigen Formen der Schliefer repräsentieren meerschweinchengroße Tiere, die weitgehend auf den afrikanischen Kontinent beschränkt sind, lediglich eine Form ist auch in Vorderasien verbreitet. Die Baumschliefer bilden die artenreichste Gruppe. Im Gegensatz zu den anderen Angehörigen der Familie der Procaviidae leben sie in Bäumen und sind einzelgängerisch sowie nachtaktiv.
Die wissenschaftliche Erstbeschreibung des Benin-Baumschliefers erfolgte im Jahr 2021 durch ein Arbeitsteam um John F. Oates. Ihr gingen mehrere Jahre Forschungsarbeiten voraus. Bereits im Jahr 1939 wurde berichtet, dass sich die Rufe der Tiere im westlichen Nigeria deutlich von denen des Regenwald-Baumschliefers (Dendrohyrax dorsalis) der Region unterscheiden. Im benachbarten Benin und Togo, die zum trockeneren Dahomey Gap gehören, galt die Art als nicht verbreitet. In den 2000er und 2010er Jahren konnten durch mehrere Feldforschungen einerseits die abweichenden Rufe der Tiere im westlichen Nigeria bestätigt, andererseits auch ihre Anwesenheit im Bereich des Dahomey Gap dokumentiert werden. Simon K. Bearder und Kollegen schlug daher im Jahr 2015 vor, die Population östlich des Volta als potentielle neue Art anzuerkennen, die sie umgangssprachlich mit Benin tree hyrax („Benin-Baumschliefer“) bezeichneten. Der Verweis auf Benin ist einerseits eine Referenz auf den gleichnamigen Staat, andererseits auch auf die Stadt Benin City im westlichen Nigeria. Weitere intensive Feldforschungen, die die Auswertung von rund 418 Audioaufnahmen verschiedenster Schliefer aus rund einem Dutzend Ländern, die morphologische Vermessung von fast 70 Schädeln aus Museumsbeständen, die genetische Analyse von 21 Individuen sowie die Begutachtung fotografischer Dokumentationen von Kamerafallen einschlossen, führten sechs Jahre später zur Einführung der neuen Art. Das Artepitheton interfluvialis leitet sich von den lateinischen Wörtern inter für „zwischen“ oder „inmitten“ und fluvius für „Fluss“ ab. Es bezieht sich auf die Verbreitung der Tiere im Gebiet zwischen den beiden Flüssen Volta und Niger. Als Holotyp fungiert ein Individuum mit Haut und Schädel unbekannten Geschlechts aus dem Ilaro Forest Reserve im nigerianischen Bundesstaat Ogun, die Region bildet die Terra typica der Art.

## Bedrohung und Schutz
Aufgrund seiner möglicherweise verborgenen Lebensweise ist der Benin-Baumschliefer auch den lokalen Bewohnern nur wenig bekannt. Die Art wurde bisher nur selten auf Märkten für Bushmeat angetroffen, fand sich aber gelegentlich auf Fetischmärkten. Ein größeres Problem als gelegentliche Bejagung stellt wahrscheinlich die Zerstörung der Wälder im Verbreitungsgebiet dar, die acker- und weidewirtschaftliche Nutzflächen weichen müssen. Der Benin-Baumschliefer wird momentan nicht von der IUCN erfasst.